# Sergueï Starikov
Temple de la renommée russe : 2014
Sergueï Viktorovitch Starikov - en russe : Сергей Викторович Стариков - (né le 4 décembre 1958 à Tcheliabinsk en URSS) est un joueur professionnel russe de hockey sur glace devenu entraîneur. Il évoluait au poste de défenseur.

## Carrière de joueur
En 1976, il commence sa carrière avec le Traktor Tcheliabinsk dans le championnat d'URSS. En 1979, il intègre l'effectif du CSKA Moscou et remporte dix titres nationaux avec le club de l'armée. Il est choisi en 1989 au cours du repêchage d'entrée dans la Ligue nationale de hockey par les Devils du New Jersey en 8e ronde, en 152e position. Il joue seize matchs de LNH avec les Devils. En 1993, il met un terme à sa carrière.

## Carrière internationale
Il a représenté l'URSS au niveau international. Il compte 186 sélections pour 13 buts entre 1978 et 1988. Il a remporté la médaille d'or aux Jeux olympiques d'hiver de 1984 et 1988 ainsi que l'argent en 1980. Il a participé à cinq éditions des championnats du monde pour un total de trois médailles d'or, une d'argent et une de bronze.

### Carrière d'entraîneur
Il devient ensuite entraîneur. Il a été entraîneur du Sibir Novossibirsk.

## Statistiques
Pour les significations des abréviations, voir Statistiques du hockey sur glace.

### En club
| Saison     | Équipe               | Ligue      |    | Saison régulière | Saison régulière | Saison régulière | Saison régulière | Saison régulière |    | Séries éliminatoires | Séries éliminatoires | Séries éliminatoires | Séries éliminatoires | Séries éliminatoires |
| Saison     | Équipe               | Ligue      | PJ | B                | A                | Pts              | Pun              | PJ               | B  | A                    | Pts                  | Pun                  |                      |                      |
| 1976-1977  | Traktor Tcheliabinsk | URSS       | 35 | 2                | 4                | 6                | 28               |                  |    |                      |                      |                      |                      |                      |
| 1977-1978  | Traktor Tcheliabinsk | URSS       | 36 | 3                | 5                | 8                | 26               |                  |    |                      |                      |                      |                      |                      |
| 1978-1979  | Traktor Tcheliabinsk | URSS       | 44 | 6                | 8                | 14               | 34               |                  |    |                      |                      |                      |                      |                      |
| 1979-1980  | CSKA Moscou          | URSS       | 39 | 10               | 8                | 18               | 14               |                  |    |                      |                      |                      |                      |                      |
| 1980-1981  | CSKA Moscou          | URSS       | 0  | 4                | 8                | 12               | 26               |                  |    |                      |                      |                      |                      |                      |
| 1981-1982  | CSKA Moscou          | URSS       | 41 | 1                | 4                | 5                | 14               |                  |    |                      |                      |                      |                      |                      |
| 1982-1983  | CSKA Moscou          | URSS       | 44 | 6                | 14               | 20               | 14               |                  |    |                      |                      |                      |                      |                      |
| 1983-1984  | CSKA Moscou          | URSS       | 44 | 11               | 7                | 18               | 20               |                  |    |                      |                      |                      |                      |                      |
| 1984-1985  | CSKA Moscou          | URSS       | 40 | 3                | 10               | 13               | 12               |                  |    |                      |                      |                      |                      |                      |
| 1985-1986  | CSKA Moscou          | URSS       | 37 | 3                | 2                | 5                | 6                |                  |    |                      |                      |                      |                      |                      |
| 1986-1987  | CSKA Moscou          | URSS       | 34 | 4                | 2                | 6                | 8                |                  |    |                      |                      |                      |                      |                      |
| 1987-1988  | CSKA Moscou          | URSS       | 38 | 2                | 11               | 13               | 12               |                  |    |                      |                      |                      |                      |                      |
| 1988-1989  | CSKA Moscou          | URSS       | 30 | 3                | 3                | 6                | 4                |                  |    |                      |                      |                      |                      |                      |
| 1989-1990  | Devils d'Utica       | LAH        | 43 | 8                | 11               | 19               | 14               | 4                | 0  | 3                    | 3                    | 0                    |                      |                      |
| 1989-1990  | Devils du New Jersey | LNH        | 16 | 0                | 1                | 1                | 8                | --               | -- | --                   | --                   | --                   |                      |                      |
| 1990-1991  | Devils d'Utica       | LAH        | 51 | 2                | 7                | 9                | 26               | --               | -- | --                   | --                   | --                   |                      |                      |
| 1991-1992  | Gulls de San Diego   | LIH        | 70 | 7                | 31               | 38               | 42               | 4                | 0  | 0                    | 0                    | 0                    |                      |                      |
| 1992-1993  | Gulls de San Diego   | LIH        | 42 | 0                | 9                | 9                | 12               | --               | -- | --                   | --                   | --                   |                      |                      |
| Totaux LNH | Totaux LNH           | Totaux LNH | 16 | 0                | 1                | 1                | 8                |                  |    |                      |                      |                      |                      |                      |